# Карасук (Хакасия)
Карасук (хак. Хара суғ  — чёрная вода)  — деревня в Боградском районе Республики Хакасии России.

## География
Находится в 18 км на северо-запад от райцентра — с. Боград. Расположена на р. Сухая Ерба.

### Внутреннее деление
Состоит из 2-х улиц: Набережная и Подгорная.

## Природа
В районе деревни есть множество озёр и рек.

## История
Населённый пункт был основан ссыльными переселенцами.

## Население
| 2002 | 2010 |
| ---- | ---- |
| 130  | ↘127 |

Национальный состав
В населённом пункте проживают русские, немцы и хакасы.